# Метрополитен Торонто
Метрополите́н Торо́нто (англ. Toronto Subway) — система линий метрополитена в Торонто (Канада). Первый канадский метрополитен, введённый в эксплуатацию в 1954 году. На 2007 год состоит из четырёх двухпутных линий общей протяжённостью 61,9 км с 69 станциями. Одна из линий относится к лёгкому метро, состоит из 6 станций и имеет протяжённость 6,4 км.
Транспортная сеть Торонто, являющегося крупнейшим промышленным городом страны, обладает следующими основными особенностями:
- Линии в основном проходят в тоннелях мелкого заложения и на поверхности.
- Бо́льшая часть станций построена по типовым схемам; объёмно-планировочные решения, заложенные в архитектуру станций, экономичны. При этом станции рассчитаны на пропуск максимальных пассажиропотоков при минимальных строительных затратах, однако отвечают требуемым нормам комфорта для пассажиров и обслуживающего персонала.
- Вследствие тарифной политики, позволяющей совершать бесплатные пересадки внутри системы, большинство станций имеют интегрированную зону для посадки в наземный транспорт, вход в которую возможен только после прохождения турникетов.

## Линии метрополитена

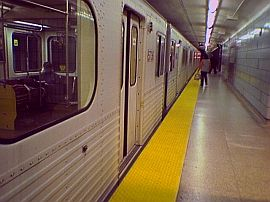
Состав в метрополитене Торонто

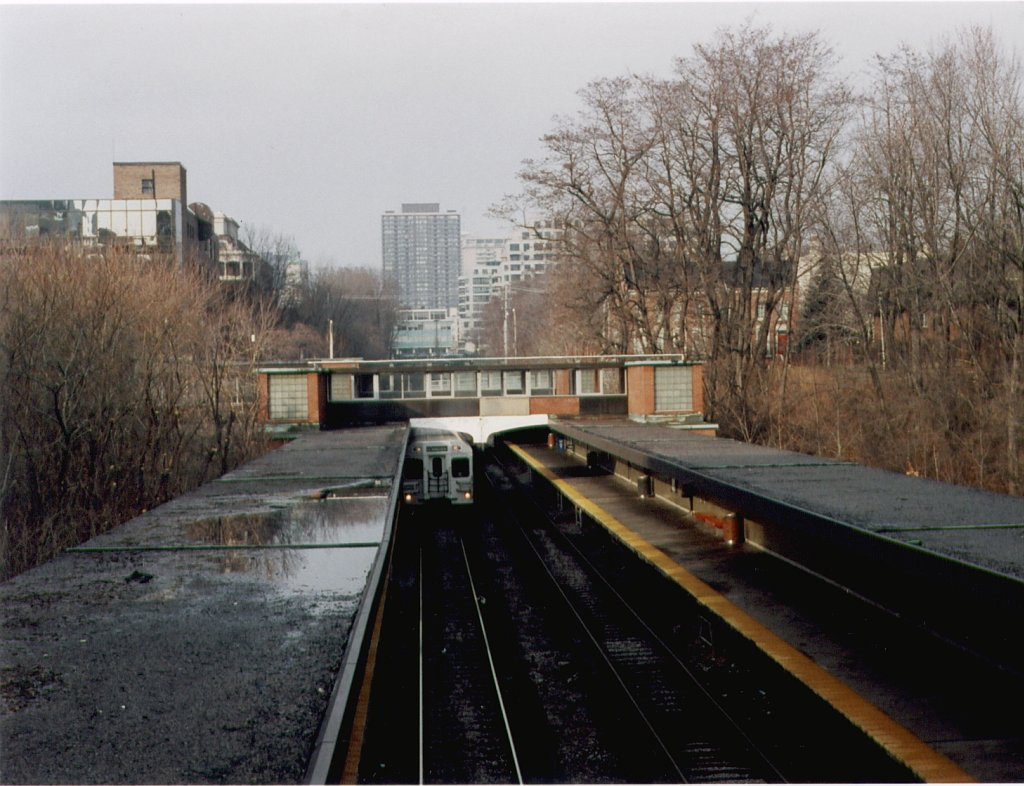
Наземный участок метро

Линии расположены взаимно перпендикулярно и пересекаются в центре города.
- 1-я Линия Yonge-Spadina-University идёт дугой (вернее буквой U), с основанием в центре города — на станции Union Station (железнодорожный вокзал), а рукава её тянутся на север и приходят в разные концы района Норт-Йорк.
- 2-я Линия Bloor and Danforth проложена под Блур-стрит (Bloor street) и пересекает город с запада на восток.
- 3-я линия лёгкого метро служит продолжением линии метрополитена Bloor and Danforth.
- 4-я линия, Sheppard, пока коротка. Пролегает на окраине города под Шеппард Авеню.

На данный момент активно ведутся строительные работы над новой веткой, идущей на север, в пригород под названием Вон. Ветка называется Toronto-York Spadina, и будет введена в эксплуатацию к осени 2016 г.
Метро тесно связано с наземным транспортом, трамваями и автобусами, маршруты которых замыкаются на станциях метро, являющихся, в свою очередь, пересадочными. На этих станциях устроены специальные пересадочные павильоны, где пассажиры совершают пересадку, не проходя турникеты.

## Время работы и расписание движения
По будням и в субботу метро начинает работу в 6:00 утра, заканчивает — в 1:30 ночи, в воскресенье метрополитен открывается около 8:00 утра, при этом точное время меняется от станции к станции. По праздникам время работы может меняться.
| Линия | Линия                    | Обычный интервал | Интервал в час-пик |
| ----- | ------------------------ | ---------------- | ------------------ |
| 1     | Yonge-University-Spadina | 4—5 минут        | 2—3 минуты         |
| 2     | Bloor-Danforth           | 4—5 минут        | 2—3 минуты         |
| 4     | Sheppard                 | 5—6 минут        | 5—6 минут          |

## Технические данные
Максимальная пропускная способность — 30 пар поездов в час, в составе каждого из которых — 6 вагонов (на линии Sheppard — 4 вагона).
- Вместимость вагона — число мест для сидения зависит от типа вагона (76 в старых вагонах типа H, 66 в вагонах Т1 и от 64 (головной) до 68 (промежуточный) в самых новых составах); стоять могут около 300 чел.
- Максимальная скорость — 88 км/ч (конструктивная), 80 км/ч (эксплуатационная).
- Энергоснабжение — на постоянном токе посредством контактного рельса под напряжением 600 В.
- Наибольший уклон тоннелей — 3,4 %. В качестве ходовых использованы рельсы типа 50 кг/м.
- Среднее расстояние между станциями 700—800 м.

## Путевое развитие
Бесшпальный путь применён в тоннелях, на деповских путях и других участках. Стрелочные переводы уложены на деревянные брусья и щебёночный балласт. На открытых участках трассы, где земляное полотно служит основанием пути, рельсы уложены на деревянные шпалы и балласт. Упругость пути достигается за счёт применения резиновых прокладок толщиной 12,7 мм.

## Архитектура станций

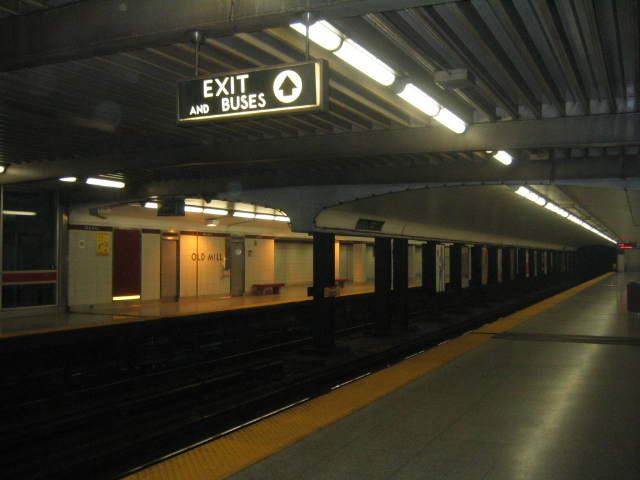
Станция «Old Mill»

При строительстве метрополитена, как и в целом в архитектуре города Торонто, применены оригинальные архитектурные решения.
Для облицовки стен и колонн применяются глазурованная плитка, керамика, панели из стекла и профилированная нержавеющая сталь.
На станциях с боковыми и островными платформами потолки окрашены эмульсионными красками, а в средних залах применены подвесные потолки из звукопоглощающего материала. На станциях, сооружённых закрытым способом, для отделки стен и пилонов применены тонкие панели из нержавеющей стали, иногда покрытые эмалью.
Полы на станциях и в вестибюлях мозаичные, края станционных платформ и лестничных ступеней отделаны шероховатой полосой из специального материала, что повышает безопасность пассажиров.

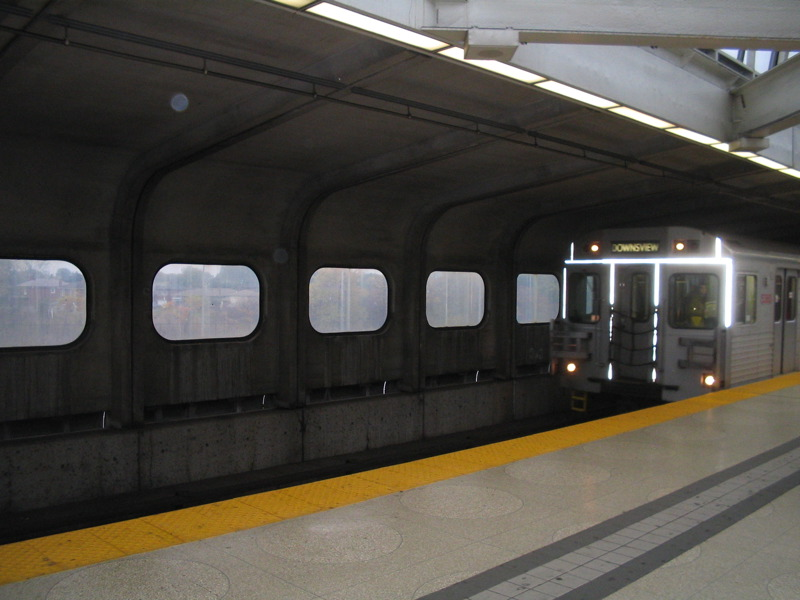
Поезд въезжает на станцию

Перечисленные отделочные материалы долговечны, дёшевы и прекрасно зарекомендовали себя в эксплуатации. Гладкие поверхности облицовки гигиеничны и хорошо моются, а отсутствие сложных профилей упрощает их обслуживание.
Для освещения станций и вестибюлей применены люминесцентные лампы. Пыленепроницаемые светильники над посадочными платформами станций и вестибюлей выполнены в виде непрерывных полос, прикреплённых к потолку, или в виде отдельных светильников, встроенных в подшивной потолок.

## Вентиляция тоннелей
Вентиляция тоннелей осуществляется по продольной схеме. Во внепиковые часы проветривание происходит естественным путём за счёт поршневого эффекта. Вентиляционные шахты, расположены через каждые 140—180 м по длине перегона; через них и происходят приток и выброс воздуха. Вентиляционные шахты, находящиеся в середине перегона, оборудованы вентиляторами. Это позволяет усилить проветривание в периоды повышения тепловой нагрузки (например, в часы-пик).
Станции имеют обособленную систему вентиляции с проветриванием по продольной схеме.

## Управление метрополитеном
Управление метрополитеном осуществляется из центрального диспетчерского пункта.
На табло центрального диспетчерского пункта отражаются:
- поездное положение на линиях
- маршрут каждого поезда,
- положение стрелок,
- показания сигналов и другая информация, необходимая для оперативного контроля и управления движением поездов.

Центральный диспетчерский пункт имеет двухстороннюю связь со всеми блок-постами и поездами, находящимися на линии.

## Подвижной состав

### Пассажирский подвижной состав
К июню 2014 года была произведена полная замена устаревших вагонов, чей ресурс подошёл к концу, и в настоящее время эксплуатируются составы двух типов. Самые старые — на 2-й линии.
- Двери метровагонов раздвижные, как и во многих метрополитенах. Привод у дверей — пневматический, с использованием цилиндров двухстороннего действия.
- Электрические обогреватели применяются для отопления вагонов в холодное время. Они расположены под полом вагона. В системе отопления предусмотрен трёхступенчатый терморегулятор. Кроме того, тепло от тяговых двигателей и тормозных устройств используется для отопления вагонов.
- За основную единицу долгое время была принята двухвагонная пара с кабинами машиниста по обоим концам (одна кабина в каждом вагоне). Составы формируются из 3 пар вагонов (на 4-й линии — из 2 пар). Исключением из этого правила являются самые новые составы, в которых все вагоны неразрывно связаны друг с другом, а кабины находятся только в головных вагонах.
- Все вагоны сделаны на заводе в Thunder Bay, кроме вагонов G (Gloucester Railway Carriage & Wagon Company, Англия) и М1 (Montreal Locomotive Works).
- Вагоны Н1-Н5 сделаны компанией Hawker-Siddeley Canada, Н6 — UTDC (Urban Transportation Development Corporation), которая на тот момент переняла завод в Thunder Bay, однако это был временный, переходный период, ибо через несколько лет завод стал под руководство прогрессивной компании Bombardier, которая и в настоящее время является главенствующей.
- Вагоны Т1 и TR сделаны Bombardier.

### Составы, снятые с эксплуатации
1. Тип G1-G4 — эксплуатировались с 1954 по 1990 годы. Всего было выпущено 140 вагонов (G1: #5000-5099, G2: #5100-5105, G3: #5110-5115, G4: #5200-5227) к открытию первой в Канаде линии метро (участок 1-й линии между станциями Union и Eglinton). В отличие от всех последующих вагонов, вагоны G1-4 имели по 3 (а не 4) двери с каждой стороны и были на одну четверть короче (составы формировались из 8 вагонов вместо 6). В салоне использовались лампы накаливания. Вагоны G1 имели стальной кузов, из-за чего, вопреки своей меньшей длины и относительно простой техники, обладали существенно большей массой и более медленным ходом, чем последующие модели. Кузова G1 были покрашены в красный цвет. Вагоны типа G2 имели кузов из алюминия (что позволило существенно уменьшить массу вагона) и имели серовато-белую окраску. Два вагона типа G1 (№ 5098/5099) сохранены в музее, находящемся за пределами Торонто. Некоторые вагоны G2 были переоборудованы для служебных целей, однако последние из них были отправлены в утиль в 2009 году.

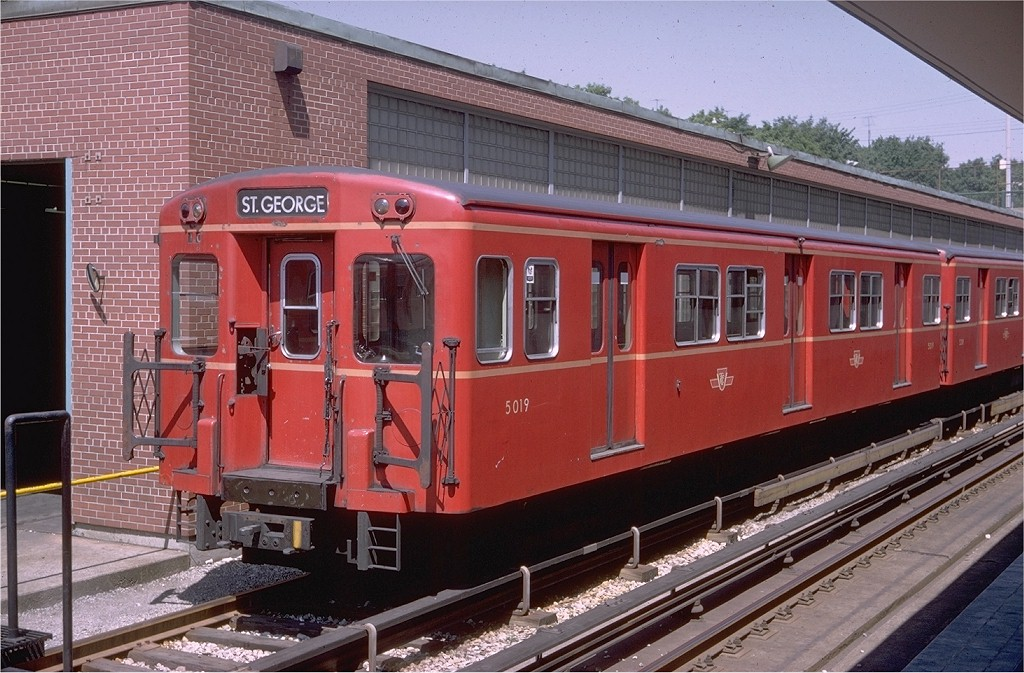
Первые вагоны метрополитена — тип G1 (депо Davisville).

2. Тип M1 — выпущено 36 вагонов (#5300-5335) в 1962/1963 годах, были началом серийного канадского вагоностроения. Имели кузов из алюминия длиной 23 м (впоследствии ставшей стандартной длиной), 4 двери с каждой стороны. В салоне было люминесцентное освещение. Эксплуатировались вначале на 1-й линии (с момента открытия участка Union — St. George), а впоследствии в основном на 2-й линии до сентября 1999 года Вагоны № 5300/5301 сохранены в музее наряду с № 5098/5099.

Вагон M1 в депо Greenwood.

3. Тип H1-Н4 — выпущены в 1965 (H1, 164 вагона, #5336-5499), 1971 (H2, 76 вагонов, #5500-5575) и 1974 (H4, 88 вагонов, #5576-5663) годы. Вагоны H1 были закуплены к открытию 2-й линии в 1966 году и выполняли основной объём перевозок на обеих линиях, а после 1978 года — на 1-й линии (после открытия участка St. George — Wilson), и физически устарели быстрее своих предшественников, вагонов M1, которые в 90-е годы использовались только в часы пик. Эксплуатация вагонов Н1 продолжалась до конца 1999 года, когда вернулись на 2-ю линию и затем вскоре были списаны последние 2 состава, в ноябре 1999 года. Вагоны Н2 эксплуатировались сначала на 2-й, затем на обеих линиях с конца 80-х (во время списания вагонов G) до конда 90-х (после появления вагонов Т1), после чего вернулись на 2-ю линию и были выведены из эксплуатации в 2000—2001 годах. Вагоны Н4, однако, продолжали эксплуатироваться на 2-й линии в количестве 44 до 2012 года (остальные хранились в резерве с 2001—2007 годов, после чего были порезаны за ненадобностью). Последний состав Н4 совершил последний утренний рейс по линии 27 января 2012 года. В настоящее время (на конец 2016 года) 2 вагона Н1 и многие (не меньше 5) вагоны Н4 остаются в сети метрополитена в качестве служебных.

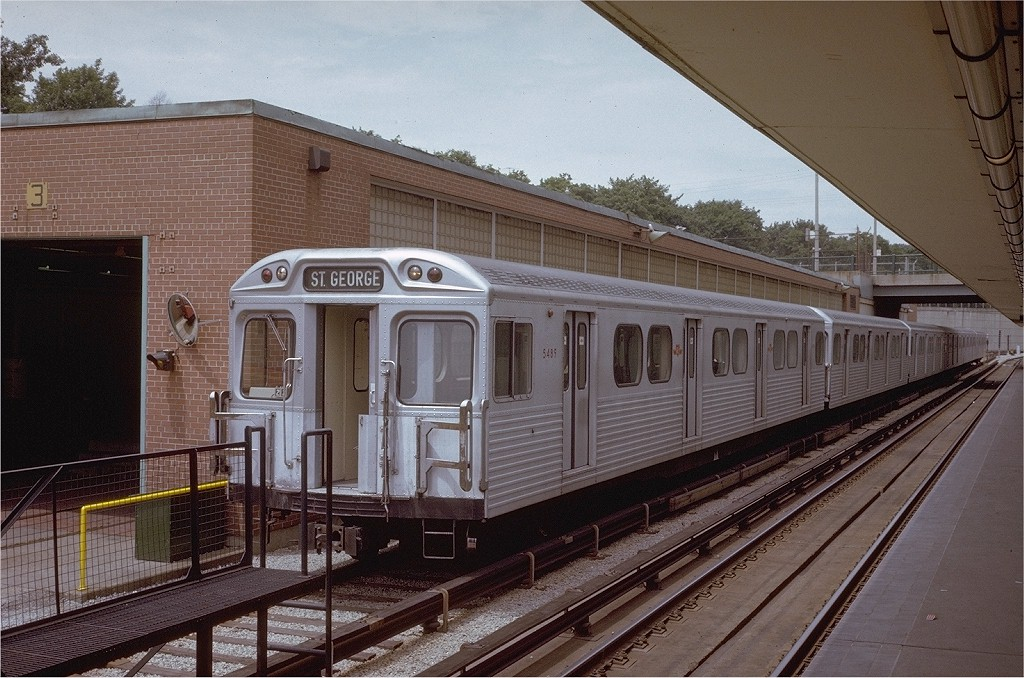
Состав из вагонов H1 в депо Davisville.

4. Тип H5 — выпущено 138 вагонов (#5670-5807) в 1976—1979 годах. В отличие от предыдущих типов, данная модель обладает более современным оборудованием: более мощными двигателями и новой системой управления, ранее испробованной на вагонах типа H3 (опытной модификации вагонов Н2, 1973—1984), наличием системы кондиционирования, антивандальных сидений. Изначально вагоны были разделены по обеим линиям (первые 56 на 1-й линии, остальные 82 — на 2-й), однако со вводом в эксплуатацию новых вагонов Н6 и списанием устаревших вагонов G (в конце 80-х до 1990 года) все вагоны Н5 были переданы на 1-ю линию. На ранних этапах эксплуатации новых вагонов Н5 неоднократно выявлялись технические неполадки, а наиболее серьёзной проблемой оказалась ржавчина, вследствие чего все вагоны прошли капитальный ремонт в конце 90-х годов, после чего были более-менее исправными. Интересная судьба постигла один вагон, #5796: в начале 90-х годов он прошёл капитальный ремонт и был преобразован в прототип будущей модели T1, в ходе чего обновился салон, был слегка изменён внешний вид и использованы новые тележки и дверные механизмы. Эксплуатация этой модели продолжалась в течение 00-х и начала 10-х годов, и последний состав Н5 совершил последний рейс по 1-й линии 14 июня 2013 года, однако из-за технического сбоя не дотянул до конца.

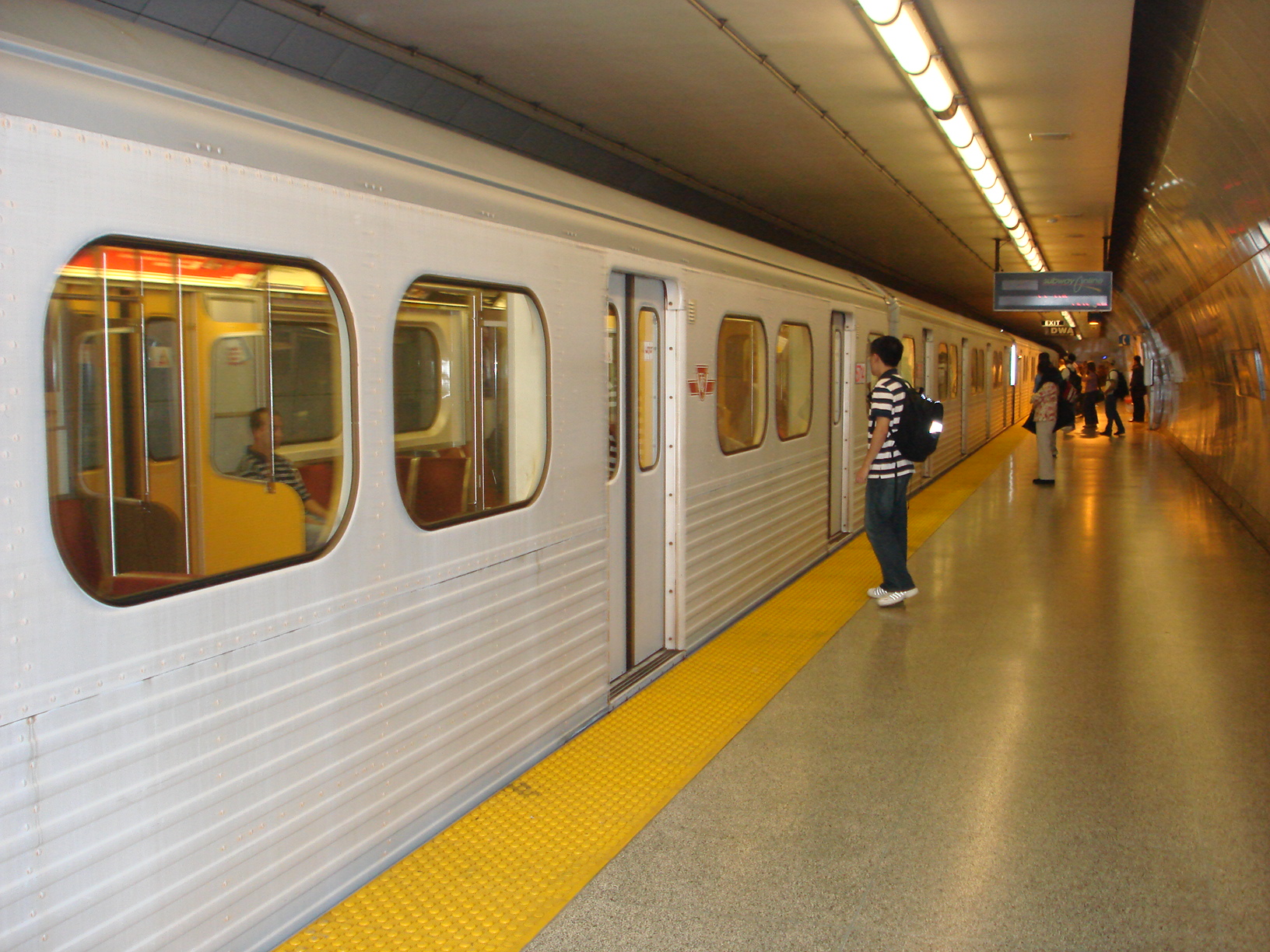
Состав H5

5. Тип H6 — модель 1986—1989 годов выпуска (126 вагонов, #5810-5935), сменили устаревшие вагоны G. Эксплуатировались только на 2-й линии (за редкими исключениями). Необходимо отметить, что данная модель с самого начала проявила себя с наихудшей стороны. Производитель UTDC управлял заводом во время нелёгкого, переходного периода, что плохо повлияло на проектирование и доставку вагонов. Изначально, модель Н6 должна была быть почти точной копией Н5, что позволило бы с самого начала устранить неполадки, возникшие в ходе эксплуатации Н5. Однако, при власти UTDC было принято решение поставить на новые вагоны другой привод (хотя относительно схожий с Н5), с другим оборудованием и немецкими тележками M.A.N., которые также ранее были испробованы на вагонах #5804-5807. При вводе в эксплуатацию выявлялось множество технических неполадок, вплоть до того что в 1988 году все вагоны Н6, эксплуатирующиеся на тот момент, были сняты с линии для срочного решения проблем. В дальнейшем вагоны прошли многократные технические модификации, включая замену тележек, замену тяговых генераторов на инверторы (как в Т1), и также прошли капитальный ремонт в 2005—2008 годах, однако несмотря на все усилия принципиально улучшить вагоны так и не удалось. Поэтому, когда вагоны Н4 и Н5 достигли 30-35 лет и их ресурс подошёл к концу, вскоре (в 2010 году) было принято решение ликвидировать вагоны Н6 в те же самые сроки. Таким образом, Н6 на данный момент является самой недолговечной моделью, прослужив немногим больше 27 лет (Н4 же, наоборот, стала самой долговечной, превысив 37). Последний состав Н6 совершил последний рейс по 2-й линии 20 июня 2014 года, после чего был отправлен сразу на помойку, ознаменовав тем самым конец всей серии H (1965—2014). В Анкарском Метрополитене эксплуатируется экспортная модификация вагонов Н6, сделанная Бомбардье в 1996 г. параллельно с вагонами Т1. По техническим характеристикам Анкарские вагоны схожи с Т1, несмотря на внешнее сходство с Н6.

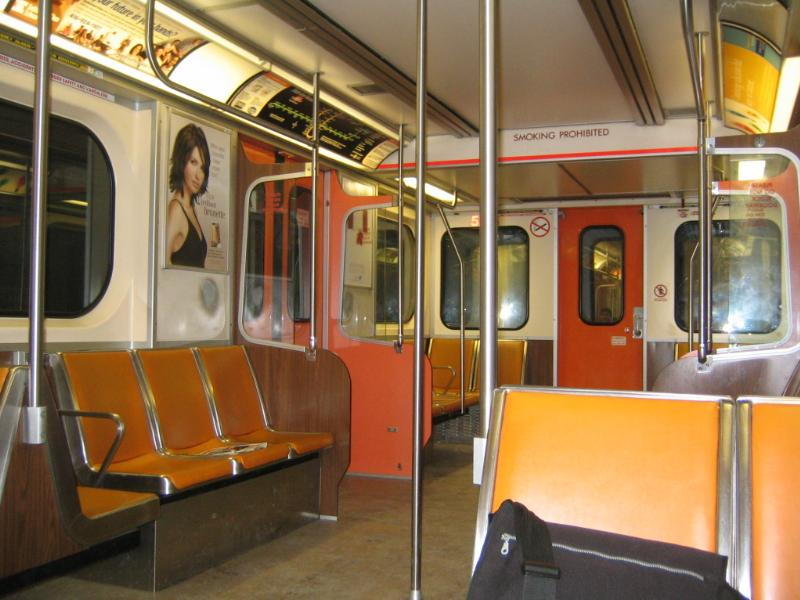
Салон вагона H6

### Внеплановые списания
- 6 вагонов из серии G (#5005-5204-5205-5004-5059-5058) пострадали при пожаре на Union в 1963 году, и порезаны осенью того же года.
- 4 вагона Н1 (#5388-5391) были уничтожены при пожаре на станции Christie в 1976 году. Уцелевший вагон #5391 был переоборудован в безмоторный служебный вагон и использовался до 2009 года.
- Вагон Н5 #5755 сильно пострадал в аварии в депо Greenwood в 1981 году. Из-за неправильного переключения стрелки, одна из тележек съехала на противоположную колею, и все закончилось тем что вагон въехал ребром в бетонную стену, разделяющую правую и левую колеи у въезда в тоннель, и вагон буквально разорвало пополам. #5755 был официально списан в 1984, и порезан в 1985 году.
- В августе 1995 года произошла единственная в истории метрополитена трагическая авария, когда состав, идущий на юг между станциями St. Clair West и Dupont, догнал и врезался в предыдущий состав на скорости около 50 км/ч. Погибло 3 человека, пострадали десятки. Причиной столкновения явились ошибка машиниста (не понявшего красного сигнала), а также неисправность в системе автоматики, которая не сработала при проезде красного сигнала и не привела в действие систему экстренного торможения. Впереди идущий состав состоял из вагонов Н1 #(5497/5496)+(5370/5371)+(5342/5343), а следующий за ним — из вагонов Н5 #(5721/5720)+(5758/5759)+(5692/5693). Вагоны #5343 и #5721, явившиеся непосредственными участниками столкновения, были разрушены и впоследствии порезаны, в 1999 году. #5720 был впоследствии спарен с #5754 (бывшим напарником пострадавшего вагона #5755), и вскоре оба вагона были перенумерованы в (5720 в 5754, а прежний 5754 — в 5755). Эта новая пара вновь начала эксплуатироваться в 2003 году.
- Вагоны Т1 #5004/5005 были повреждены в 2004 году в депо Greenwood из-за столкновения со служебным вагоном G2. Вагон G2 был порезан, однако #5004/5005 были отремонтированы и восстановлены. В 2008 году вагоны Т1 #5184/5185 и #5326/5327 потерпели столкновение в депо Wilson. Было признано невозможным восстановить #5185 и #5326, и они были порезаны в 2012 году. #5184 и #5327 были восстановлены и спарены друг с другом, и #5327 был перенумерован в #5185. Таким образом, в нумерации вагонов Т1 недостаёт 5326 и 5327.

Проект Лагос, Нигерия
В 2009 году, неизвестный покупатель (как потом стало известно, это был Лагос, Нигерия) изъявил интерес в закупке 255 старых вагонов Н5 и Н6 у метрополитена Торонто. На тот момент было невозможно прийти к чёткому соглашению, поскольку вагоны ещё не были в избытке, однако это соглашение подтвердилось в 2011 году, когда стала известна и личность покупателя. Вагоны должны были бы пройти капитальный ремонт в Соединённых Штатах, прежде чем отправиться через Атлантический океан для дальнейшего использования на будущей 27-километровой ветки лёгкого метро в Лагосе. Однако, с началом списания вагонов Н5, большинство из них отправлялись на помойку. Только последние 75 вагонов Н5 были доставлены в Буффало (штат Нью Йорк), для временного хранения, а впоследствии стало известно что вагоны Н6 более не включены в этот проект, и все вагоны Н6 были уничтожены. К сожалению, проект с использованием 75 вагонов Н5 также рухнул, ибо в августе 2015 года Лагос принял решение закупить новый подвижной состав у Китая. 75 вагонов Н5 вскоре были ликвидированы, включая также и #5796/5797. В настоящий момент сохранился кузов вагона H5 #5707, который находится в киностудии Digital Canaries в Гамильтоне.

### Ныне эксплуатируемые составы
1. Тип T1 — 372 вагона (#5000-5371) введены в эксплуатацию в 1995—2001 годах. Первоначально планировалось 216 новых вагонов на замену старых вагонов М1 и Н1 и на открытие перегона Wilson — Downsview, однако впоследствии к этой партии прибавили ещё 156, чего было достаточно, чтобы сменить раньше времени все вагоны Н2, почти половину вагонов Н4, а также увеличить инвентарный парк вагонов для открытия 4-й линии (в 2002 году). Также была возможность добавить к этим 372 вагонам ещё 212, что позволило бы полностью заменить все вагоны Н4 и Н5 и иметь достаточно вагонов для обеспечения растущего пассажиропотока вплоть до 2012 года, но от этого варианта отказались. Вагоны Т1 отличаются от вагонов Н5 и Н6 наличием более широких дверей, от 1143 мм до 1524 мм (вследствие чего ширина окон значительно уменьшилась, а количество сидений сократилось на 10), и увеличенной кабиной машиниста (вследствие чего исчезло сиденье непосредственно за кабиной), а также более современной электроникой (включающей в себя наличие бортового компьютера и микропроцессорной системы). Впервые вводились в эксплуатацию на 1-й линии, однако вскоре стали поступать и на 2-ю. С момента открытия 4-й линии её долгое время обслуживали 4-вагонные составы Т1, однако в 2015—2016 годах началась замена на 4-вагонные составы TR. Таким образом, в настоящее время вагоны Т1 целиком обслуживают 2-ю линию (хотя в депо Davisville, которое обслуживает 1-ю и 4-ю линии по-прежнему находятся резервные вагоны этого типа). Пострадавшие в результате столкновения вагоны #5185 и #5326 были порезаны, тем самым слегка уменьшив инвентарный парк вагонов Т1 от 372 до 370. Эксплуатация этих вагонов будет продолжаться до середины 2020-х годов.

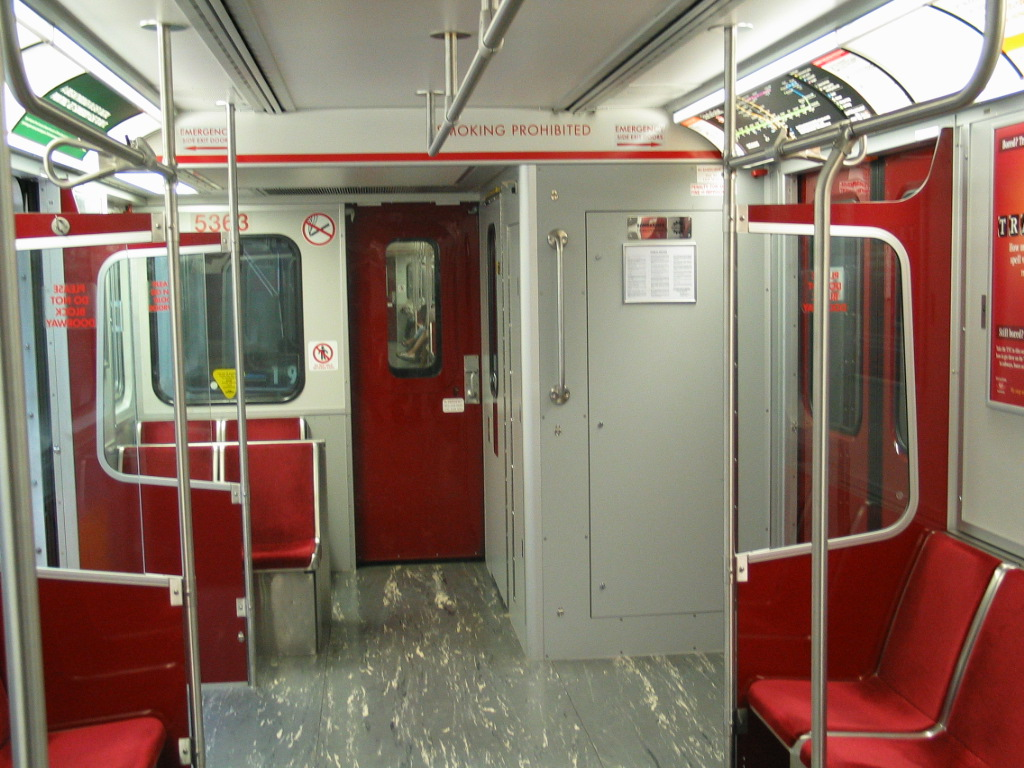
Салон вагона Т1

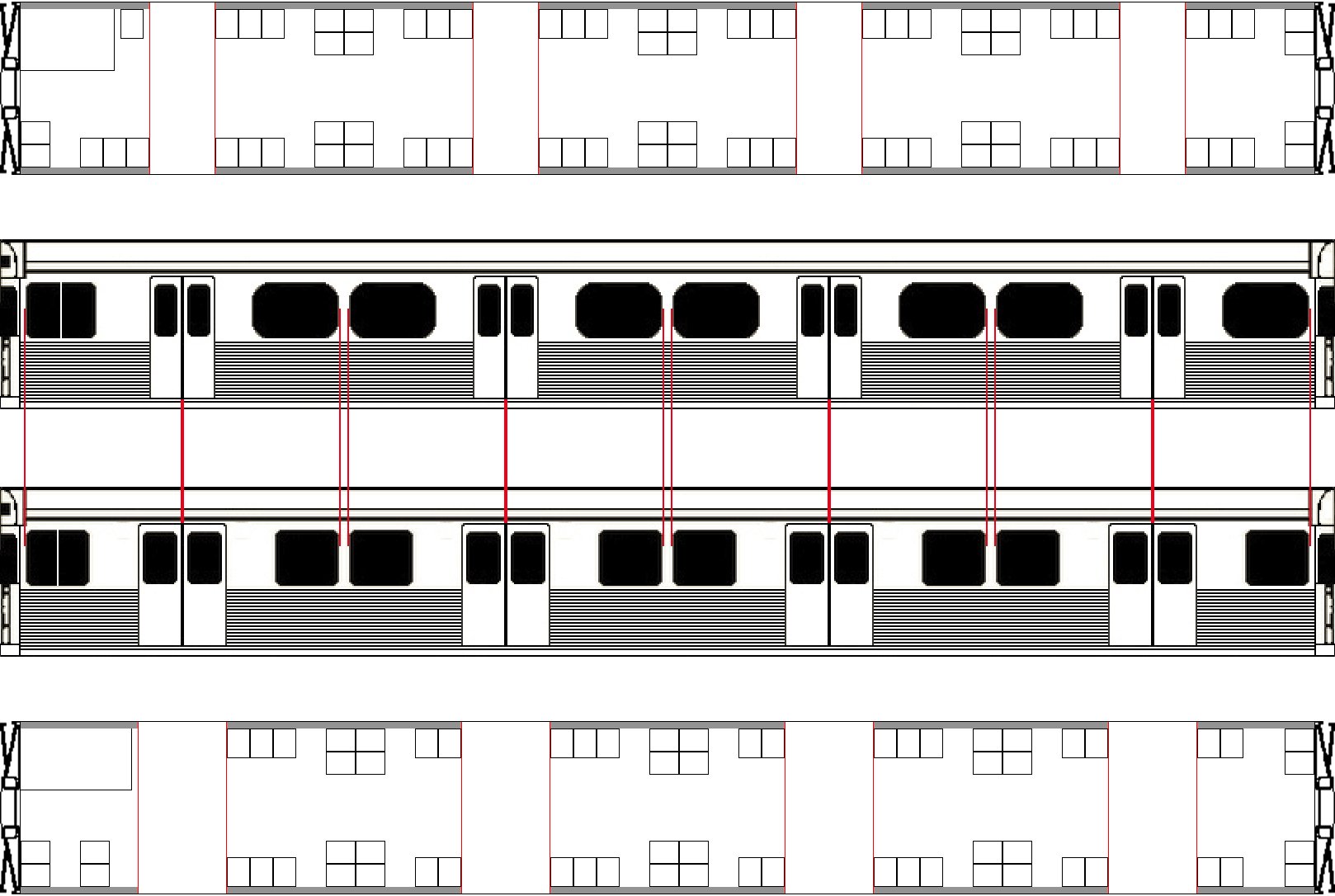
Схема вагонов Н5/Н6 (сверху) и Т1 (снизу)

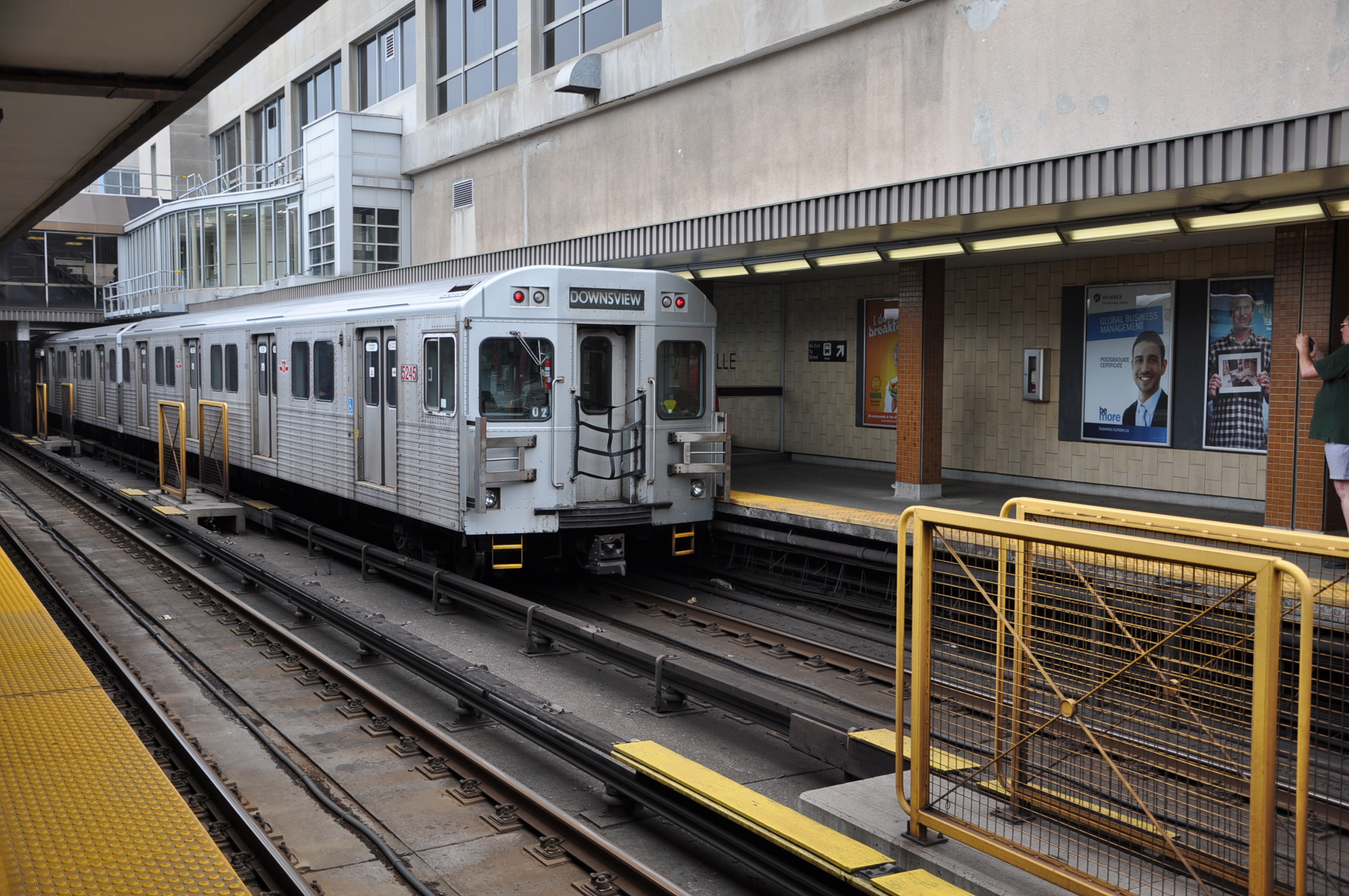
Вагон T1 на станции Davisville

2. Тип TR (Toronto Rocket) — самая современная модель (выпускается с 2010 года). Впервые в метрополитенах Северной Америки появился сквозной проход между всеми вагонами поезда. В салоне каждого вагона установлены камеры видеонаблюдения за пассажирами, электронная схема метрополитена, в которой отмечены пройденные и непройденные станции, а также бегущая строка с названием следующей станции и с указанием, в какую сторону откроются двери. Поручни обладают антимикробными свойствами. Первое упоминание о начале разработки этой модели относится к 2005 году, а активная разработка началась в 2007. Изначально должны были быть доставлены в 2009, а войти в эксплуатацию — в 2010 году, но из-за банкротства изготовителя Curtis Doors доставка задержалась до 4 октября 2010 года. Через 10 дней состоялась официальная презентация первого шестивагонного состава TR для 1-й линии; 21 июля 2011 года первый состав вышел на линию с пассажирами. В настоящее время произведена полная замена подвижного состава 1-й линии на составы этого типа, но доставка новых поездов продолжается и по сей день. Как и в случае с Т1, первоначальный заказ был расширен, но на этот раз неоднократно. Изначально планировалось 234 новых вагона (39 составов) на замену морально и физически устаревших составов Н4 и Н5, затем в 2010 году к этому прибавили ещё 31 составов (21 на замену неисправных вагонов Н6, и 10 на будущий новый участок метро, выходящий за северную границу города (от Downsview до Vaughan Metropolitan Center), планируемый к открытию осенью 2017 года). В 2015 году был сформирован опытный четырёхвагонный состав для 4-й линии, и в настоящее время линию обслуживают только 4 четырёхвагонных состава этого типа. На этих составах проводится испытание системы автоматизированного управления на этой линии. Эксплуатировались составы TR и на 2-й линии — летом 2016 года в связи с массовыми сбоями в системе кондиционирования вагонов Т1 (проблема, впервые возникшая ещё предыдущим летом, но в гораздо меньшей степени) по линии курсировало несколько составов TR в часы пик. Общее количество вагонов TR, которые должен получить метрополитен, на данный момент равно 480: 76 шестивагонных составов (456 вагонов) и 6 четырёхвагонных (24 вагона) для 4-й линии. Шестивагонные составы нумеруются с точностью до первых трёх цифр, а последняя цифра от 1 до 6 (например, состав 538Х = 5381-5382-5383-5384-5385-5386). Четырёхвагонные составы опускают цифры, кончающиеся на 3 и 4 (например, 615Х = 6151-6152-6155-6156). Шестивагонные составы пронумерованы от 538Х до 613Х, а четырёхвагонные — от 614Х до 619Х.

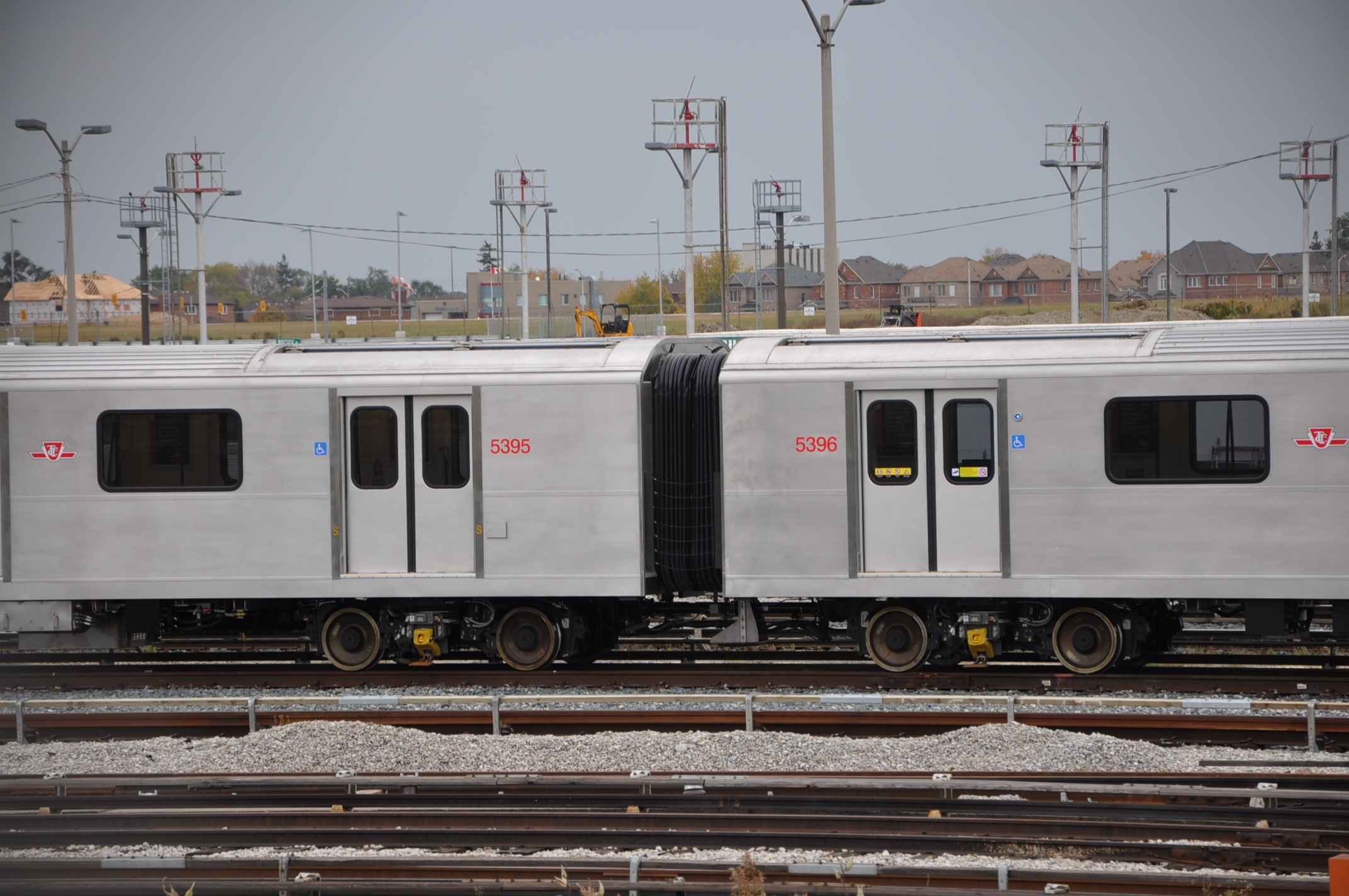
Сочленённые вагоны типа TR
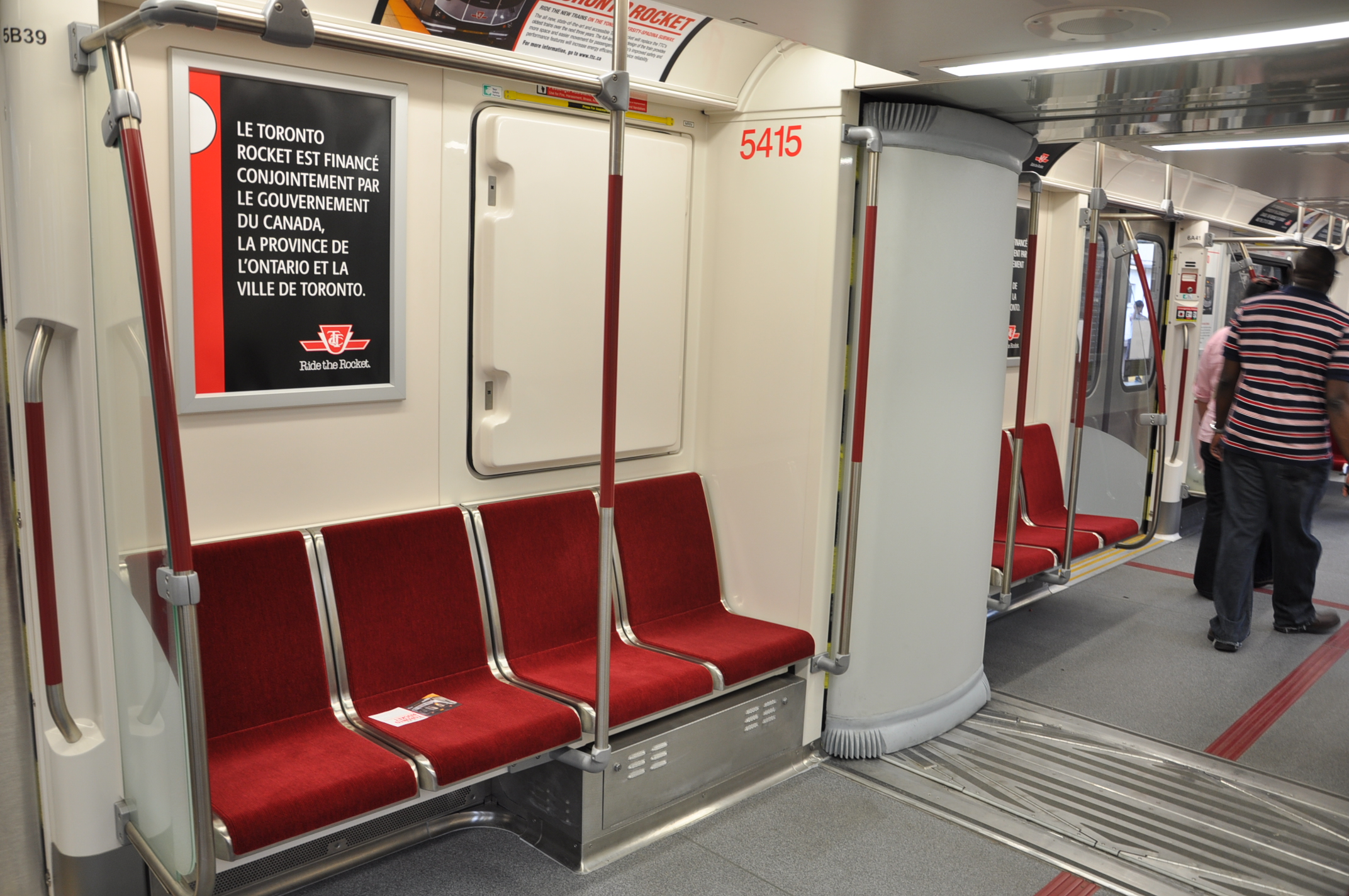
Интерьер вагона TR
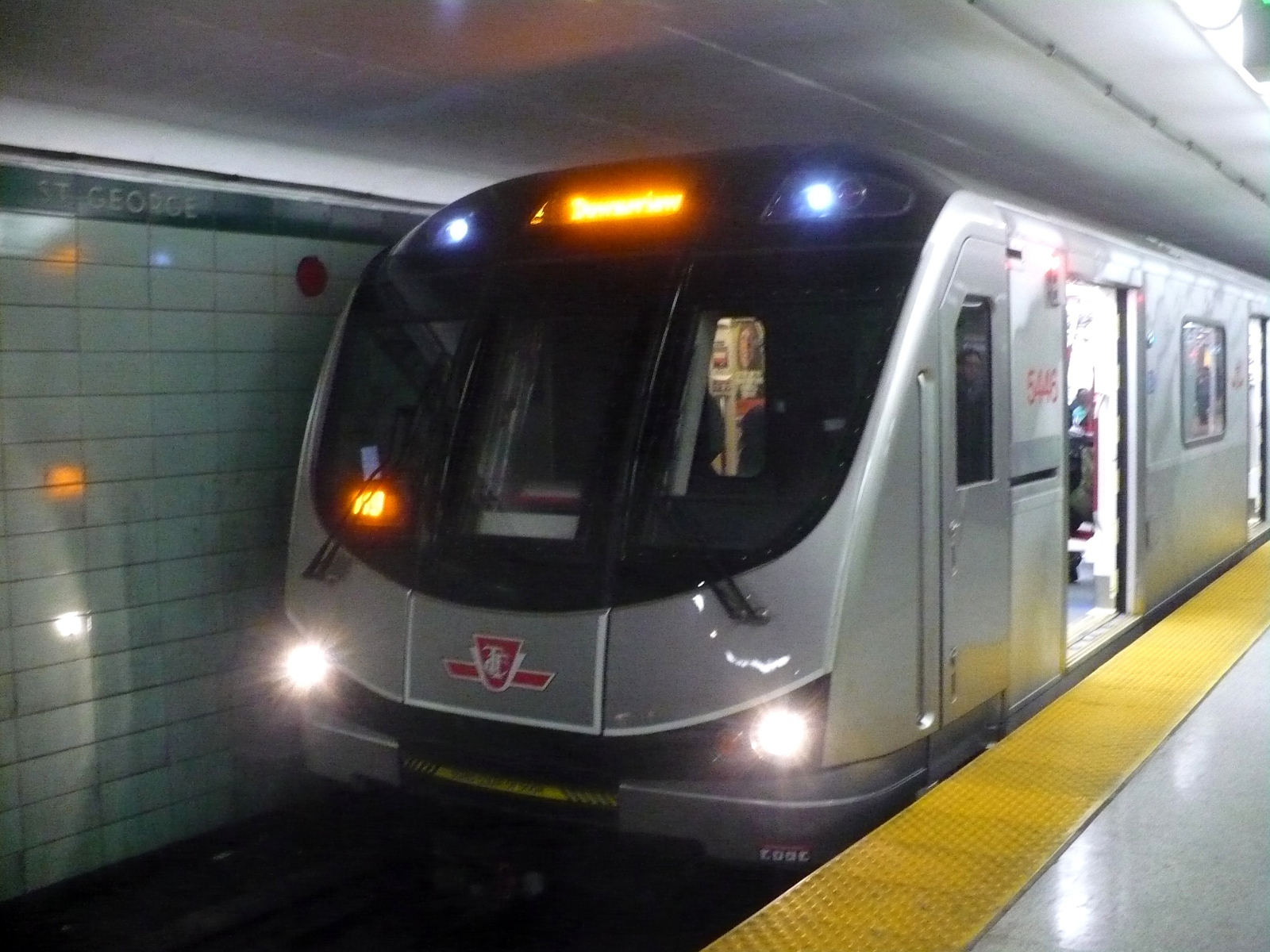
Состав TR на станции St. George